# Ясна (курорт)

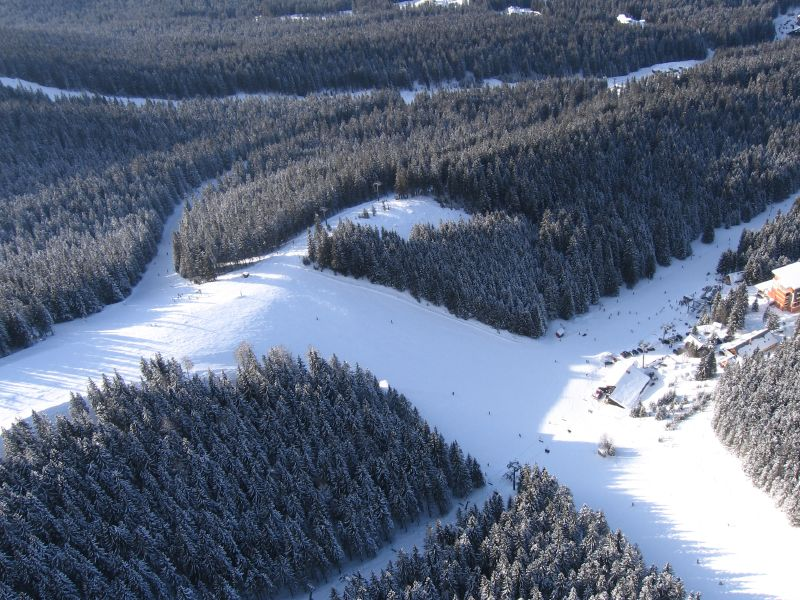
Koliesko

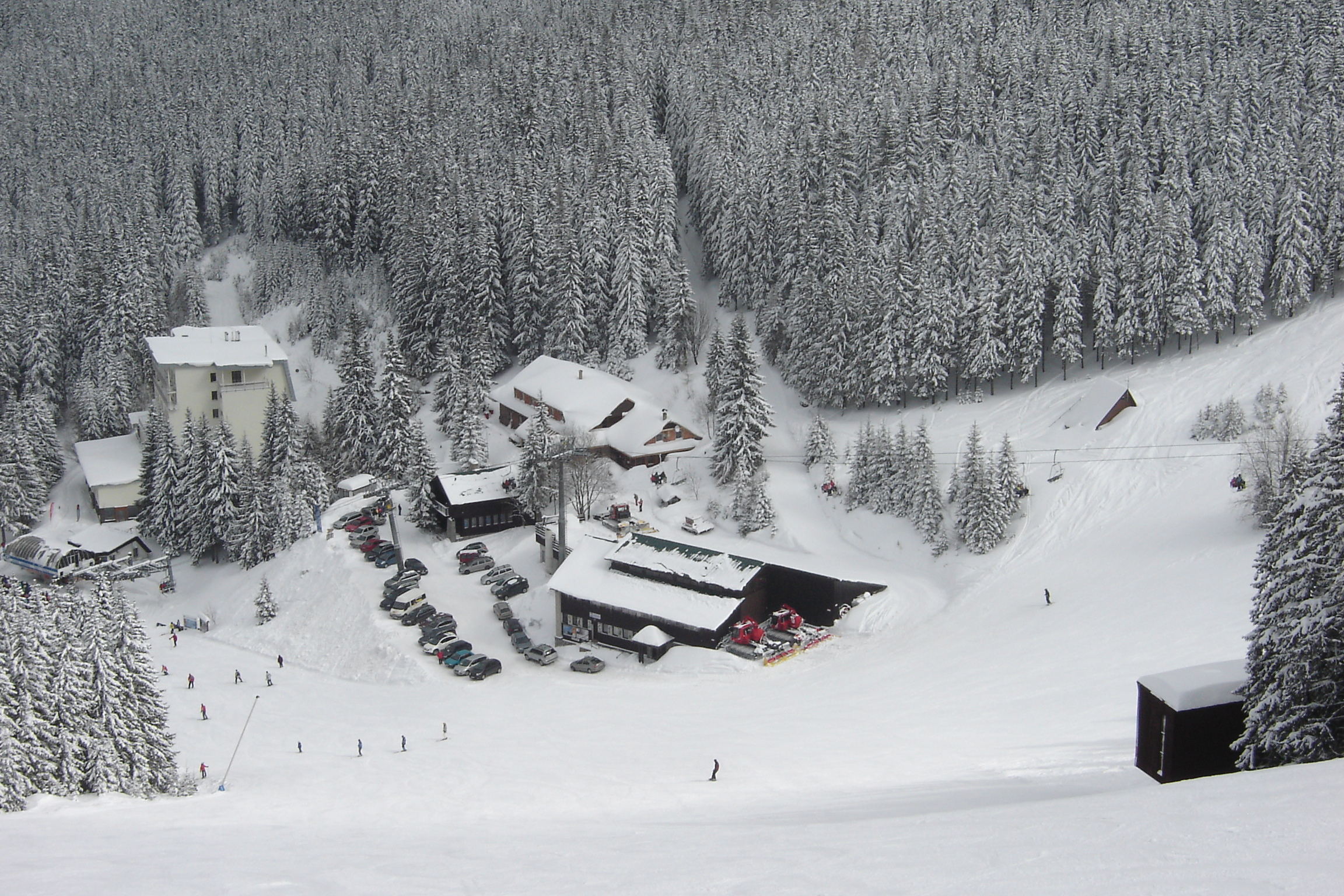

Я́сна — лыжный курорт в центре Словакии, в Низких Татрах.
Курорт расположен в Демановской Долине на горе Хопок. Ясна расположена на высоте 900—2024 м, находится в 14 км от города Липтовски Микулаш и состоит из двух частей: Хопок юг и Хопок север. Протяжённость трассы «Хопка-юг» составляет 10 км, а «Хопка-север» — 25 км.
19 декабря 2009 года в Ясне был открыт новый лыжный подъёмник австро-швейцарской компании Доппельмайр Гаравента.
Место проведения этапов Кубка мира по горнолыжному спорту.